# Jules Armand Dufaure
Jules Armand Stanislas Dufaure (4 decembrie 1798 – 28 iunie 1881) a fost prim-ministrul Franței în perioada 19 februarie 1871 – 24 mai 1873. Jules Armand Stanislas Dufaure a avut o educație excelentă, a fost un avocat cu o reputație excelentă iar în 1863 a fost ales  membru al Academiei franceze.